# Paya Pasi
Paya Pasi is een bestuurslaag in het regentschap Aceh Timur van de provincie Atjeh, Indonesië. Paya Pasi telt 333 inwoners (volkstelling 2010).